# Silvana Nötzli
Silvana Nötzli (* 9. April 1989) ist eine ehemalige Schweizer Unihockeyspielerin. Nötzli spielte in der Schweizer Nationalmannschaft und führte die Mannschaft als deren Captain 2013 zu WM-Bronze. Auf Vereinsebene konnte sie in der Schweiz mit den Red Ants Rychenberg Winterthur sowie in Schweden mit KAIS Mora IF jeweils einen Meistertitel gewinnen.

## Vereinskarriere
Silvana Nötzli begann mit vier Jahren im Haus ihrer Grossmutter mit Unihockey zu spielen und spielte zuerst bei den Junioren von Bülach Floorball, bevor sie zu den Junioren der Red Ants Rychenberg Winterthur wechselte. Mit den roten Ameisen bestritt sie 2005 auch ihre ersten Nationalliga A-Spiele und schoss im Oktober 2005 dort ihr erstes Tor und blieb der Mannschaft auch in den nächsten Jahren treu.
Zweieinhalb Jahre nach ihrem Debüt in der ersten Mannschaft der Red Ants konnte sie am 2. Februar 2008 ihr Debüt in der Schweizer Nationalmannschaft geben, nachdem sie zuvor bereits für U19-Nationalmannschaft spielte, unter anderem an den U19-Weltmeisterschaften im Jahr 2006. In der A-Nationalmannschaft wurde Nötzli bald zur Stammkraft und absolvierte bis 2015, zuletzt als deren Captain, 75 Spiele für die Nationalmannschaft.
2011 konnte sie schliesslich zusammen mit den Red Ants den Schweizer Meistertitel sowie den Schweizer Cup gewinnen. Nach diesem Erfolg wechselte sie zum schwedischen Spitzenverein KAIS Mora IF, bei denen sie vier Jahre bleiben sollte. 2013 wurde sie dort vom Innebandymagazinet zur besten «Verteidigerin der Saison 2012/13» gekürt und war somit auch die erste Ausländerin, die diesen Titel erhielt. An der WM 2013 wurde sie, nachdem sie die Nationalmannschaft als deren Captain zu WM-Bronze geführt hat, in das All-Stars-Team des Turniers gewählt. 2014 gelang ihnen mit Mora schliesslich der Gewinn des schwedischen Meistertitels.
Nach dem Gewinn des Meistertitels kehrte sie nach Winterthur zu den Red Ants zurück. Nach der WM-Qualifikation 2015 überwarf sie sich zudem mit Nationaltrainer Sascha Brendler und nahm deshalb nicht mehr an der Weltmeisterschaft 2015 teil und gab nach einer Saison in Winterthur ihren Rücktritt vom Unihockey im Alter von nur 26 Jahren bekannt. Ihr Name wurde vom Portal «Floorball Today» erwähnt, als eine der besten Spielerinnen, die ihre Karriere im Sommer 2016 beendeten.

## Trivia
Nötzlis Onkel ist der Eishockeyspieler Felix Hollenstein und ihr Cousin der Eishockeyspieler Denis Hollenstein.